# بطولة اتحاد غرب آسيا 2023
بطولة اتحاد غرب آسيا لكرة القدم 2023، وهي النسخة العاشرة من بطولة اتحاد غرب آسيا لكرة القدم، وهي بطولة دولية للدول الأعضاء في اتحاد غرب آسيا لكرة القدم.
كان من المقرر أن تقام البطولة في الفترة من 2 إلى 15 يناير 2021 في الإمارات العربية المتحدة، ولكنها أُجِّلَت في البداية إلى تاريخ لاحق في ذلك العام. في 29 يوليو، أعلن اتحاد غرب آسيا لكرة القدم أن البطولة ستقام بين 20 مارس و2 أبريل 2023، قبل كأس آسيا 2023. بالإضافة إلى 11 من دول اتحاد غرب آسيا لكرة القدم، تمت دعوة تايلاند من اتحاد آسيان لكرة القدم كضيف. ومع ذلك، في 6 فبراير 2023، أعلن اتحاد غرب آسيا لكرة القدم، انسحاب الإمارات من استضافة البطولة، وتأجيل المسابقة مرة أخرى.

## الفرق

### المشاركون
وافقت جميع دول اتحاد غرب آسيا لكرة القدم الـ12 على المشاركة، لأول مرة في تاريخ المسابقة. ومع ذلك، استبدلت قطر لاحقًا بتايلاند في يناير 2023.
| الفريق                   | الظهور | آخر ظهور | أفضل أداء سابق  |
| ------------------------ | ------ | -------- | --------------- |
| البحرين                  | الخامس | 2019     | الفائز          |
| العراق                   | التاسع | 2019     | الفائز          |
| الأردن                   | العاشر | 2019     | الوصيف          |
| الكويت                   | الخامس | 2019     | الفائز          |
| لبنان                    | الثامن | 2019     | مرحلة المجموعات |
| عمان                     | الخامس | 2014     | المركز الثالث   |
| فلسطين                   | العاشر | 2019     | مرحلة المجموعات |
| السعودية                 | الرابع | 2019     | مرحلة المجموعات |
| سوريا                    | التاسع | 2019     | الفائز          |
| تايلاند                  | الأول  | —        | —               |
| الإمارات العربية المتحدة | الأول  | —        | —               |
| اليمن                    | الرابع | 2019     | نصف النهائي     |

### التشكيلات
يجب على كل فريق أن يتكون من 23 لاعباً، ثلاثة منهم على الأقل من حراس المرمى.

## وصلات خارجية
- الموقع الرسمي